# アストゥリアス王女賞
アストゥリアス王女賞（アストゥリアスおうじょしょう、スペイン語ːPremios Princesa de Asturias, あるいはアストゥリアス語ːPremios Princesa d'Asturies）は、アストゥリアス公（スペイン王女）が主宰するスペインの賞。

## 概要
1980年、アストゥリアス王太子財団（Fundación Príncipe de Asturias）により創設。授賞式はアストゥリアス州のオビエドで開催され、受賞者には、ジョアン・ミロによる彫像と、賞金5万ユーロが授与される。
1981年から2014年までは、アストゥリアス皇太子賞、アストゥリアス王子賞、アストゥリアス王太子賞、アストゥリアス公賞（スペイン語： Premios Príncipe de Asturias）などと呼ばれていたが、2014年以降は、フェリペ6世の即位に伴い、アストゥリアス公を継承したレオノール王女にちなんで、アストゥリアス王女財団（Fundación Princesa de Asturias）と改称した。
現在あるのは、以下の各部門。
- コミュニケーションおよびヒューマニズム部門（Premio Príncipe de Asturias de Comunicación y Humanidades）
- 社会科学部門（Premio Príncipe de Asturias de Ciencias Sociales）
- 芸術部門（Premio Príncipe de Asturias de las Artes）
- 文学部門（Premio Príncipe de Asturias de las Letras）
- 学術・技術研究部門（Premio Príncipe de Asturias de Investigación Científica y Técnica）
- 国際協力部門（Premio Príncipe de Asturias de Cooperación Internacional）
- 平和部門（Premio Príncipe de Asturias de la Concordia）
- スポーツ部門（Premio Príncipe de Asturias de los Deportes）

## 歴代受賞者

### コミュニケーションおよびヒューマニズム部門
- 1981 - マリア・サンブラノ（スペイン）
- 1982 - マリオ・ブンゲ Mario Bunge（アルゼンチン）
- 1983 - エル・パイス（スペイン）
- 1984 - クラウディオ・サンチェス・アルボルノス Claudio Sánchez Albornoz（スペイン）
- 1985 - ホセ・フェラテール・モラ José Ferrater Mora（スペイン）
- 1986 - オ・グロボ（新聞社） O Globo（ブラジル）
- 1987 - 
  - エル・エスペクタドール（新聞社） El Espectador（コロンビア）
  - エル・ティエンポ（新聞社） El Tiempo（コロンビア）
- 1988 - オラシオ・サエンス・ゲレロ Horacio Sáenz Guerrero（スペイン）
- 1989 -
  - フォンド・デ・クルトゥラ・エコノミカ（出版社） Fondo de Cultura Económica（メキシコ）
  - ペドロ・ライン・エントラルゴ Pedro Laín Entralgo（スペイン）
- 1990 - ホセ・シメオン・カニャス中央アメリカ大学 Universidad Centroamericana José Simeón Cañas（エルサルバドル）
- 1991 - ルイス・マリア・アンソン Luis María Anson（スペイン）
- 1992 - エミリオ・ガルシア・ゴメス Emilio García Gómez（スペイン）
- 1993 - オクタビオ・パス主宰の文芸誌・ブエルタ Revisa Vuelta, de Octavio Paz（メキシコ）
- 1994 - ルワンダとブルンジに入ったスペインの伝道団 Misiones Españolas en Ruanda y Burundi（スペイン）
- 1995 - 
  - ホセ・ルイス・ロペス・アラングレン José Luis López Aranguren（スペイン）
  - EFE通信社 Agencia EFE（スペイン）
- 1996 - 
  - インドロ・モンタネッリ（イタリア）
  - ユリアン・マリアス Julián Marías（スペイン）
- 1997
  - CNN（アメリカ）
  - ヴァーツラフ・ハヴェル（チェコ・スロバキア）
- 1998
  - ラインハルト・モーン Reinhard Mohn（ドイツ）
  - ソマリー・マム Somaly Mam（カンボジア）
- 1999 - カロ・イ・クエルボ研究所 Instituto Caro y Cuervo（コロンビア）
- 2000 - ウンベルト・エーコ（イタリア）
- 2001 - ジョージ・スタイナー（アメリカ）
- 2002 - ハンス・マグヌス・エンツェンスベルガー（ドイツ）
- 2003 - 
  - リシャルト・カプシチンスキ（ポーランド）
  - グスタボ・グティエレス（ペルー）
- 2004 - ジャン・ダニエル Jean Daniel（フランス）
- 2005 - 
  - アリアンスフランセーズ Alliance française（フランス）
  - ダンテ・アリギエーリ協会（イタリア）
  - ブリティッシュ・カウンシル（イギリス）
  - ゲーテ・インスティトゥート（ドイツ）
  - セルバンテス文化センター （スペイン）
  - カモンイス院 （ポルトガル）
- 2006 - ナショナルジオグラフィック協会（アメリカ）
- 2007 - 
  - ネイチャー（イギリス）
  - サイエンス（アメリカ）
- 2008 - Google（アメリカ）
- 2009 - メキシコ国立自治大学（メキシコ）
- 2010 -
  - アラン・トゥーレーヌ（フランス）
  - ジグムント・バウマン（ポーランド）
- 2011 - 王立協会（イギリス）
- 2012 - 宮本茂（日本）
- 2013 - アニー・リーボヴィッツ（アメリカ）
- 2014 - ホアキン・サルバドール・ラバド・テホン Joaquín Salvador Lavado Tejón（アルゼンチン）
- 2015 - エミリオ・リェドー Emilio Lledó（スペイン）
- 2016 - ジェームズ・ナクトウェイ（アメリカ）
- 2017 - レ・リュチエ Les Luthiers（アルゼンチン）
- 2018 - アルマ・ギジェルモプリエト Alma Guillermoprieto（メキシコ）
- 2019 - プラド美術館（スペイン）
- 2020 -
  - Guadalajara International Book Fair（メキシコ）
  - ヘイ・フェスティバル（イギリス）
- 2021 - グロリア・スタイネム（アメリカ）
- 2022 - アダム・ミフニク Adam Michnik（ポーランド）
- 2023 - ヌッチョ・オルディネ（イタリア）
- 2024 - マルジャン・サトラピ（イラン）
- 2025 - 韓炳哲（大韓民国）

### 社会科学部門
- 1981 - ロマン・ペルピニャ・グラウ Román Perpiñá Grau（スペイン）
- 1982 - アントニオ・ドミンゲス・オルティス Antonio Domínguez Ortiz（スペイン）
- 1983 - フリオ・カロ・バローハ （スペイン）
- 1984 - エドワルド・ガルシア・デ・エンテリーア Eduardo García de Enterría（スペイン）
- 1985 - ラモン・カランデ Ramón Carande（スペイン）
- 1986 - ホセ・ルイス・ピニジョス José Luis Pinillos（スペイン）
- 1987 - ホアン・リンス（スペイン）
- 1988 -
  - ディエス・デル・コラール（スペイン）
  - ルイス・サンチェス・アヘスタ Luis Sánchez Agesta（スペイン）
- 1989 - エンリケ・フエンテス・キンタナ Enrique Fuentes Quintana（スペイン）
- 1990 - ロドリゴ・ウリア・ゴンサレス Rodrigo Uría González（スペイン）
- 1991 - ミゲル・アルトラ・ガジェゴ Miguel Artola Gallego（スペイン）
- 1992 - フアン・ベラルデ・フエルテス Juan Velarde Fuertes（スペイン）
- 1993 - シルビオ・サバラ Silvio Zavala（メキシコ）
- 1994 - アウレリオ・メネンデス Aurelio Menéndez（スペイン）
- 1995 - 
  - ジョアキン・ヴェリッシモ・セラン Joaquim Veríssimo Serrão（ポルトガル）
  - ミケル・バトリョリ Miquel Batllori（スペイン）
- 1996 - ジョン・エリオット John Elliott（イギリス）
- 1997 - マルティン・デ・リケル Martín de Riquer（スペイン）
- 1998 - 
  - ジャック・サンテール（ルクセンブルク）
  - ピエール・ウェルネ Pierre Werner（ルクセンブルク）
- 1999 - レイモンド・カー Raymond Carr（イギリス）
- 2000 - カルロ・マリア・マルティーニ Carlo Maria Martini（イタリア）
- 2001 -
  - メキシコ大学院
  - フアン・イグレシアス・サントス Juan Iglesias Santos（スペイン）
- 2002 - アンソニー・ギデンズ（イギリス）
- 2003 - ユルゲン・ハーバーマス（ドイツ）
- 2004 - ポール・クルーグマン（イギリス）
- 2005 - ジョヴァンニ・サルトーリ（イタリア）
- 2006 - メアリー・ロビンソン（アイルランド）
- 2007 - ラルフ・ダーレンドルフ（ドイツ）
- 2008 - ツヴェタン・トドロフ（ブルガリア）
- 2009 - デイビッド・アッテンボロー（イギリス）
- 2010 - 兵馬俑に関する考古学研究チーム（中国）
- 2011 - ハワード・ガードナー Howard Gardner（アメリカ）
- 2012 - マーサ・ヌスバウム（アメリカ）
- 2013 - サスキア・サッセン（アルゼンチン）
- 2014 - ジョセフ・ペレ Joseph Pérez（フランス）
- 2015 - エステル・デュフロ（フランス）
- 2016 - メアリー・ビアード（イギリス）
- 2017 - カレン・アームストロング Karen Armstrong（イギリス）
- 2018 - マイケル・サンデル（アメリカ）
- 2019 - アレハンドロ・ポルテス Alejandro Portes（アメリカ）
- 2020 - ダニ・ロドリック（トルコ）
- 2021 - アマルティア・セン（アメリカ）
- 2022 - エドワルド・マトス・モクテスマ　Eduardo Matos Moctezuma（メキシコ）
- 2023 - エレーヌ・カレール・ダンコース（フランス）
- 2024 - マイケル・イグナティエフ（カナダ）
- 2025 - Douglas Massey（アメリカ）

### 芸術部門
- 1981 - ヘスス・ロペス・コボス（スペイン）
- 1982 - パブロ・セラーノ・アギラル Pablo Serrano Aguilar（スペイン）
- 1983 - エウセビオ・センペーレ Eusebio Sempere（スペイン）
- 1984 - オルフェオン・ドノスティアラ Orfeón Donostiarra（スペイン）
- 1985 - アントニオ・ロペス・ガルシア（スペイン）
- 1986 - ルイス・ガルシア・ベルランガ（スペイン）
- 1987 - エドゥアルド・チリーダ（スペイン）
- 1988 - ホルヘ・オテイサ（スペイン）
- 1989 - オスカー・ニーマイヤー（ブラジル）
- 1990 - アントニ・タピエス（スペイン）
- 1991 - 
  - ビクトリア・デ・ロス・アンヘレス（スペイン）
  - テレサ・ベルガンサ（スペイン）
  - ムンセラ・カバリェ（スペイン）
  - ホセ・カレーラス（スペイン）
  - ピラール・ロレンガル Pilar Lorengar（スペイン）
  - アルフレード・クラウス（スペイン）
  - プラシド・ドミンゴ（スペイン）
- 1992 - ロベルト・マッタ・エチャウレン（チリ）
- 1993 - フランシスコ・ハビエル・サエンス・デ・オイサ（スペイン）
- 1994 - アリシア・デ・ラローチャ（スペイン）
- 1995 - フェルナンド・フェルナン・ゴメス（スペイン）
- 1996 - ホアキン・ロドリーゴ（スペイン）
- 1997 - ヴィットリオ・ガスマン（イタリア）
- 1998 - セバスティアン・サルガード（ブラジル）
- 1999 - サンティアゴ・カラトラバ（スペイン）
- 2000 - バーバラ・ヘンドリックス（アメリカ）
- 2001 - クシシュトフ・ペンデレツキ（ポーランド）
- 2002 - ウディ・アレン（アメリカ）
- 2003 - ミケル・バルセロ（スペイン）
- 2004 - パコ・デ・ルシア（スペイン）
- 2005 - 
  - マイヤ・プリセツカヤ（ロシア）
  - タマラ・ロホ（スペイン）
- 2006 - ペドロ・アルモドバル（スペイン）
- 2007 - ボブ・ディラン（アメリカ）
- 2008 - エル・システマ（ベネズエラ）
- 2009 - ノーマン・フォスター（イギリス）
- 2010 - リチャード・セラ （アメリカ）
- 2011 - リッカルド・ムーティ（イタリア）
- 2012 - ホセ・ラファエル・モネオ（スペイン）
- 2013 - ミヒャエル・ハネケ（オーストリア）
- 2014 - フランク・ゲーリー（カナダ）
- 2015 - フランシス・フォード・コッポラ（アメリカ）
- 2016 - ヌーリア・エスペルト・ロメロ Núria Espert Romero（スペイン）
- 2017 - ウィリアム・ケントリッジ（南アフリカ）
- 2018 - マーティン・スコセッシ（アメリカ）
- 2019 - ピーター・ブルック（イギリス）
- 2020 -
  - エンニオ・モリコーネ（イタリア）
  - ジョン・ウィリアムズ（アメリカ）
- 2021 - マリーナ・アブラモヴィッチ（ユーゴスラビア）
- 2022 - 
  - カルメン・リナーレス Carmen Linares（スペイン）
  - マリア・パヘス María Pagés（スペイン）
- 2023 - メリル・ストリープ（アメリカ）
- 2024 - ジョアン・マヌエル・セラート Joan Manuel Serrat（スペイン）
- 2025 - Graciela Iturbide（メキシコ）

### 文学部門
- 1981 - ホセ・イエロ José Hierro（スペイン）
- 1982 -
  - ゴンサロ・トレンテ・バリェステル Gonzalo Torrente Ballester（スペイン）
  - ミゲル・デリーベス（スペイン）
- 1983 - フアン・ルルフォ（メキシコ）
- 1984 - パブロ・ガルシア・バエナ Pablo García Baena（スペイン）
- 1985 - アンヘル・ゴンサレス Ángel González（スペイン）
- 1986 -
  - マリオ・バルガス・リョサ（ペルー）
  - ラファエル・ラペーサ Rafael Lapesa（スペイン）
- 1987 - カミーロ・ホセ・セラ（スペイン）
- 1988 -
  - カルメン・マルティン・ガイテ Carmen Martín Gaite（スペイン）
  - ホセ・アンヘル・バレンテ José Ángel Valente（スペイン）
- 1989 - リカルド・グリョン Ricardo Gullón（スペイン）
- 1990 - アルトゥーロ・ウスラル・ピエトリ Arturo Uslar Pietri（ベネズエラ）
- 1991 - プエルトリコの国民
- 1992 - フランシスコ・ニエバ Francisco Nieva（スペイン）
- 1993 - クラウディオ・ロドリゲス（スペイン）
- 1994 - カルロス・フエンテス（メキシコ）
- 1995 - カルロス・ボウソーニョ Carlos Bousoño（スペイン）
- 1996 - フランシスコ・ウンブラル Francisco Umbral（スペイン）
- 1997 - アルバロ・ムティス Álvaro Mutis（コロンビア）
- 1998 - フランシスコ・アヤラ（スペイン）
- 1999 - ギュンター・グラス（ドイツ）
- 2000 - アウグスト・モンテローソ（グアテマラ）
- 2001 - ドリス・レッシング（イギリス）
- 2002 - アーサー・ミラー（アメリカ）
- 2003 -
  - ファティマ・メルニーシ Fátima Mernissi（モロッコ）
  - スーザン・ソンタグ（アメリカ）
- 2004 - クラウディオ・マグリス（イタリア）
- 2005 - ネリダ・ピニョン Nélida Piñón（ブラジル）
- 2006 - ポール・オースター（アメリカ）
- 2007 - アモス・オズ（イスラエル）
- 2008 - マーガレット・アトウッド（カナダ）
- 2009 - イスマイル・カダレ（アルバニア）
- 2010 - アミン・マアルーフ（フランス）
- 2011 - レナード・コーエン（カナダ）
- 2012 - フィリップ・ロス（アメリカ）
- 2013 - アントーニオ・ムーニョス・モリーナ（スペイン）
- 2014 - ジョン・バンヴィル（アイルランド）
- 2015 - レオナルド・パドゥーラ・フエンテス（キューバ）
- 2016 - リチャード・フォード（アメリカ）
- 2017 - アダム・ザガエフスキ（ポーランド）
- 2018 - フレッド・ヴァルガス（フランス）
- 2019 - シリ・ハストヴェット（アメリカ）
- 2020 - アン・カーソン （カナダ）
- 2021 - エマニュエル・カレール（フランス）
- 2022 - フアン・マヨルガ Juan Mayorga（スペイン）
- 2023 - 村上春樹（日本）
- 2024 - アナ・ブランディアナ（ルーマニア）
- 2025 - エドゥアルド・メンドサ（スペイン）

### 学術・技術研究部門
- 1981 - アルベルト・ソロス Alberto Sols（スペイン）
- 1982 - マヌエル・バリェステル（スペイン）
- 1983 - ルイス・サンタロ Luis Santaló（スペイン）
- 1984 - アントニオ・ガルシーア=ベジード　Antonio García-Bellido（スペイン）
- 1985 - 
  - ダビッ・バスケス・マルティネス David Vázquez Martínez（アルゼンチン）
  - エミリオ・ローゼンプリュート Emilio Rosenblueth（メキシコ）
- 1986 - アントニオ・ゴンサーレス・ゴンサーレス Antonio González González（スペイン）
- 1987 - 
  - パブロ・ルドミン Pablo Rudomín（メキシコ）
  - ハシント・コンビト Jacinto Convit（ベネズエラ）
- 1988 - 
  - マヌエル・カルドーナ・カストロ Manuel Cardona Castro
  - マルコス・モシンスキー Marcos Moshinsky（メキシコ）
- 1989 - グイド・ミュンチ Guido Münch（メキシコ）
- 1990 - 
  - サルバドール・モンカーダ Salvador Moncada（ホンジュラス）
  - サンティアゴ・グリソリア Santiago Grisolía（スペイン）
- 1991 - フランシスコ・ゴンサーロ・ボリーバル・ザパータ Francisco Gonzalo Bolívar Zapata（メキシコ）
- 1992 - フェデリコ・ガルシーア・モリネール Federico García Moliner（スペイン）
- 1993 - アンブル・リニャン Amable Liñán（スペイン）
- 1994 - マヌエル・エルキン・パタロージョ Manuel Elkin Patarroyo（コロンビア）
- 1995 - 
  - コスタリカ国立生物多様性研究所 Instituto Nacional de Biodiversidad（コスタリカ）
  - マヌエル・ロサーダ・ビジャサンテ Manuel Losada Villasante（スペイン）
- 1996 - バレンティン・フステル・カルージャ Valentín Fuster Carulla（スペイン）
- 1997 - アタプエルカ研究調査隊 Equipo Investigador de Atapuerca（スペイン）
- 1998 - 
  - ペドロ・ミゲル・エチェニケ（スペイン）
  - エミリオ・メンデス・ペレス Emilio Méndez Pérez（スペイン）
- 1999 - 
  - リカルド・ミレディ Ricardo Miledi（メキシコ）
  - エンリケ・モレーノ・ゴンサーレス Enrique Moreno González（スペイン）
- 2000 - 
  - リュック・モンタニエ（フランス）
  - ロバート・ギャロ（アメリカ）
- 2001 - 
  - ジャン・ワイセンバッハ（フランス）
  - クレイグ・ヴェンター（アメリカ）
  - ジョン・サルストン（アメリカ）
  - フランシス・コリンズ（アメリカ）
  - ハミルトン・スミス（アメリカ）
- 2002 - 
  - ローレンス・ロバーツ（アメリカ）
  - ロバート・カーン（アメリカ）
  - ヴィントン・サーフ（アメリカ）
  - ティム・バーナーズ＝リー（イギリス）
- 2003 - ジェーン・グドール（イギリス）
- 2004 - 
  - ジューダ・フォークマン（アメリカ）
  - アンソニー・ハンター（イギリス）
  - ホアン・マサゲ・ソレ Joan Massagué Solé（アメリカ）
  - バート・フォーゲルシュタイン（アメリカ）
  - ロバート・ワインバーグ（アメリカ）
- 2005 - 
  - アントニオ・ダマシオ（ポルトガル）
  - ハンナ・ダマシオ Hanna Damasio（ポルトガル）
- 2006 - イグナシオ・シラク（ドイツ）
- 2007 - 
  - ギネス・モラタ Ginés Morata（アメリカ）
  - ピーター・ローレンス Peter Lawrence（イギリス）
- 2008 - 
  - 飯島澄男（日本）
  - 中村修二（アメリカ）
  - ジョージ・M・ホワイトサイズ（アメリカ）
  - ロバート・ランガー（アメリカ）
  - トビン・マークス（アメリカ）
- 2009 - 
  - レイ・トムリンソン（アメリカ）
  - マーティン・クーパー（アメリカ）
- 2010 - 
  - デヴィッド・ジュリアス（アメリカ）
  - リンダ・ワトキンス Linda Watkins（アメリカ）
  - バルク・ミンク Baruch Minke（イスラエル）
- 2011
  - ジョセフ・アルトマン Joseph Altman（アメリカ）
  - アルトゥーロ・アルヴァレス＝ブイラ Arturo Álvarez-Buylla（スペイン）
  - ジャコーモ・リッツォラッティ Giacomo Rizzolatti（イタリア）
- 2012 - 
  - グレゴリー・ウィンター（イギリス）
  - リチャード・ラーナー Richard Lerner（アメリカ）
- 2013 - 
  - ピーター・ヒッグス（イギリス）
  - フランソワ・アングレール（ベルギー）
  - CERN
- 2014 - 
  - アヴェリーノ・コルマ Avelino Corma（スペイン）
  - マーク・E・デイヴィス Mark E. Davis（アメリカ）
  - ガレン・D・スタッキー Galen D. Stucky（アメリカ）
- 2015 - 
  - エマニュエル・シャルパンティエ（フランス）
  - ジェニファー・ダウドナ（アメリカ）
- 2016 - ヒュー・ハー Hugh Herr（アメリカ）
- 2017 - 
  - レイナー・ワイス（アメリカ）
  - キップ・ソーン（アメリカ）
  - バリー・バリッシュ（アメリカ）
  - LIGO
- 2018 - スバンテ・ペーボ（スウェーデン）
- 2019 - 
  - ジョアン・コリー（アメリカ）
  - サンドラ・ディアス Sandra Díaz（アルゼンチン）
- 2020 - 
  - イヴ・メイエ（フランス）
  - イングリッド・ドブシー（ベルギー）
  - テレンス・タオ（オーストラリア）
  - エマニュエル・カンデ Emmanuel Candès（フランス）
- 2021 - 
  - カリコー・カタリン（アメリカ）
  - ドリュー・ワイスマン（アメリカ）
  - フィリップ・フェルグナー Philip Felgner（アメリカ）
  - ウール・シャヒン（ドイツ）
  - オズレム・テュレジ（ドイツ）
  - デリック・ロッシ（カナダ）
  - サラ・ギルバート Sarah Gilbert（イギリス）
- 2022 - 
  - ジェフリー・ヒントン（イギリス）
  - ヤン・ルカン（フランス）
  - ヨシュア・ベンジオ（カナダ）
  - デミス・ハサビス（イギリス）
- 2023 - 
  - ジェフリー・ゴードン（アメリカ）
  - ボニー・バスラー（アメリカ）
  - ピーター・グリーンバーグ Peter Greenberg（アメリカ）
- 2024 - 
  - ダニエル・J・ドラッカー（カナダ）
  - ジェフリー・フリードマン（アメリカ）
  - ジョエル・ハベナー （アメリカ）
  - イェンス・ジュール・ホルスト Jens Juul Holst（デンマーク）
  - スヴェトラーナ・モイソフ Svetlana Mojsov（アメリカ）
- 2025 - メアリー＝クレア・キング（アメリカ）

### 国際協力部門
- 1985 - ラウル・アルフォンシン（アルゼンチン）
- 1986 - サラマンカ大学（スペイン）、コインブラ大学（ポルトガル）
- 1987 - ハビエル・ペレス・デ・クエヤル（ペルー）
- 1988 - オスカル・アリアス・サンチェス（コスタリカ）
- 1989 - ジャック・ドロール（フランス）、ミハイル・ゴルバチョフ（ロシア）
- 1990 - ハンス・ディートリヒ・ゲンシャー（ドイツ）
- 1991 - 国際連合難民高等弁務官事務所
- 1992 - ネルソン・マンデラ、フレデリック・ウィレム・デクラーク（南アフリカ）
- 1993 - 旧ユーゴスラビアに展開した国際連合平和維持活動のブルーベレー
- 1994 - ヤーセル・アラファート（パレスチナ）、イツハク・ラビン（イスラエル）
- 1995 - マリオ・ソアレス（ポルトガル）
- 1996 - ヘルムート・コール（ドイツ）
- 1997 - グアテマラ政府と革命政党グアテマラ民族革命連合
- 1998 -
  - エンマ・ボニーノ（イタリア）
  - リゴベルタ・メンチュウ（グアテマラ）
  - ファティハ・ボウディアフ Fatiha Boudiaf（アルジェリア）
  - ファタナ・イスハク・ガイラニ Fatana Ishaq Gailani（アフガニスタン）
  - ソマリー・マム Somaly Mam（カンボジア）
  - グラサ・マシェル Graça Machel（モザンビーク）
  - オラインカ・コソ=トーマス Olayinka Koso-Thomas（ナイジェリア）
- 1999 - 
  - ペドロ・デュケ（スペイン）
  - ジョン・ハーシェル・グレン（アメリカ）
  - 向井千秋（日本）
  - ワレリー・ポリャコフ（ロシア）
- 2000 - フェルナンド・エンリケ・カルドーゾ（ブラジル）
- 2001 - 国際宇宙ステーション （アメリカ、ロシア、日本、カナダ、欧州連合）
- 2002 - Scientific Committee on Antarctic Research
- 2003 - ルイス・イナシオ・ルーラ・ダ・シルヴァ（ブラジル）
- 2004 - EUにおけるエラスムス計画
- 2005 - シモーヌ・ヴェイユ（フランス）
- 2006 - ビル&メリンダ・ゲイツ財団（アメリカ）
- 2007 - アル・ゴア（アメリカ）
- 2008 - 
  - Ifakara Health Research and Development Centre （タンザニア）
  - Malaria Research and Training Centre（マリ）
  - Kintampo Health Research Centre（ガーナ）
  - Manhiça Centre of Health Research（モザンビーク）
- 2009 - 世界保健機関（国際連合）
- 2010 - 
  - The Transplantation Society（カナダ）
  - The Spanish National Transplant Organization（スペイン）
- 2011 - ビル・ドレイトン（アメリカ）
- 2012 - 国際赤十字・赤新月運動（スイス）
- 2013 -  マックス・プランク協会（ドイツ）
- 2014 - フルブライト・プログラム（アメリカ）
- 2015 - ウィキペディア（アメリカ）
- 2016 -
  - 気候変動枠組条約
  - パリ協定
- 2017 - The Hispanic Society of America（アメリカ）
- 2018 - Amref Health Africa（ケニア）
- 2019 -
  - Salman Khan（アメリカ）
  - カーンアカデミー
- 2020 - GAVIアライアンス（スイス）
- 2021 - Campaign for Female Education（イギリス）
- 2022 - Ellen MacArthur（イギリス）
- 2023 - Drugs for Neglected Diseases Initiative（スイス）
- 2024 - イベロアメリカ諸国機構 Organization of Ibero-American States
- 2025 - マリオ・ドラギ（イタリア）

### 平和部門
- 1986 - Vicaría de la Solidaridad（チリ）
- 1987 - リマ市ビジャ・エルサルバドル地区 （ペルー）
- 1988 -
  - 国際自然保護連合
  - 世界自然保護基金
- 1989 - スティーヴン・ホーキング（イギリス）
- 1990 - セファルディムのコミュニティー
- 1991 -
  - 国境なき医師団
  - Medicus Mundi International（スイス）
- 1992 - 米国エイズ研究財団（アメリカ）
- 1993 - Coordinadora Gesto por la Paz（スペイン）
- 1994 - 
  - セーブ・ザ・チルドレン
  - Mensajeros de la Paz（スペイン）
  - Movimiento Nacional de Meninos e Meninas de Rua（ブラジル）
- 1995 - フセイン1世（ヨルダン）
- 1996 - アドルフォ・シュアレス　Adolfo Suárez（スペイン）
- 1997 - 
  - ユーディ・メニューイン （アメリカ）
  - ムスティスラフ・ロストロポーヴィチ（ロシア）
- 1998 - 
  - ムハマド・ユヌス（バングラデシュ）
  - ニコラス・カステリャノス Nicolás Castellanos（スペイン）
  - ビセンテ・フェレル Vicente Ferrer（スペイン）
  - ホアキン・サンス・ガデア Joaquín Sanz Gadea（スペイン）
- 1999 - Cáritas Española（スペイン）
- 2000 - 
  - Real Academia Española（スペイン）
  - Asociación de Academias de la Lengua Española（スペイン）
- 2001 - 国際連合教育科学文化機関による生物圏保護区の国際的ネットワーク
- 2002 - 
  - ダニエル・バレンボイム（アルゼンチン）
  - エドワード・サイード（パレスチナ）
- 2003 - J・K・ローリング（イギリス）
- 2004 - サンティアゴ・デ・コンポステーラの巡礼路（スペイン）
- 2005 - Sœurs de Saint Vincent de Paul（フランス）
- 2006 - 国際連合児童基金
- 2007 - ヤド・ヴァシェム（イスラエル）
- 2008 - イングリッド・ベタンクール（コロンビア）
- 2009 - ベルリン市（ドイツ）
- 2010 - Manos Unidas（スペイン）
- 2011 - 福島第一原子力発電所事故の対応にあたったフクシマ50（消防吏員、自衛官、警察官、作業員）（日本）
- 2012 - スペイン・フードバンク連盟（スペイン）
- 2013 - スペイン視覚障害者協会（スペイン）
- 2014 - Caddy Adzuba（コンゴ）
- 2015 -  聖ヨハネ騎士団修道会
- 2016 -  SOS子供の村
- 2017 -  欧州連合
- 2018 - Sylvia Earle（アメリカ）
- 2019 - グダニスク市（ポーランド）
- 2020 - COVID-19感染症の最前線で立ち向かうスペインの医療従事者
- 2021
  - ホセ・アンドレス José Andrés（スペイン）
  - ワールド・セントラル・キッチン（スペイン）
- 2022 - 坂茂（日本）
- 2023 - Mary's Meals（イギリス）
- 2024 - マグナム・フォト
- 2025 - 国立人類学博物館（メキシコ）

### スポーツ部門
- 1987 - セバスチャン・コー（イギリス）
- 1988 - フアン・アントニオ・サマランチ（スペイン）
- 1989 - セベリアーノ・バレステロス（スペイン）
- 1990 - シト・ポンス（スペイン）
- 1991 - セルゲイ・ブブカ（ソビエト連邦）
- 1992 - ミゲル・インドゥライン（スペイン）
- 1993 - ハビエル・ソトマヨル（キューバ）
- 1994 - マルチナ・ナブラチロワ（チェコ）
- 1995 - ハシバ・ブールメルカ（アルジェリア）
- 1996 - カール・ルイス（アメリカ）
- 1997 - マラソンスペイン代表（マルティン・フィス、アベル・アントン他）
- 1998 - アランチャ・サンチェス・ビカリオ（スペイン）
- 1999 - シュテフィ・グラフ（ドイツ）
- 2000 - ランス・アームストロング（アメリカ）
- 2001 - マヌエル・エスティアルテ（スペイン）
- 2002 - サッカーブラジル代表
- 2003 - ツール・ド・フランス
- 2004 - ヒシャム・エルゲルージ（モロッコ）
- 2005 - フェルナンド・アロンソ（スペイン）
- 2006 - バスケットボールスペイン代表
- 2007 - ミハエル・シューマッハ（ドイツ）
- 2008 - ラファエル・ナダル（スペイン）
- 2009 - エレーナ・イシンバエワ（ロシア）
- 2010 - サッカースペイン代表
- 2011 - ハイレ・ゲブレセラシエ（エチオピア）
- 2012 - イケル・カシージャス、シャビ・エルナンデス（スペイン）
- 2013 - ホセ・マリア・オラサバル（スペイン）
- 2014 - ニューヨークシティマラソン（アメリカ）
- 2015 - パウ・ガソル、マルク・ガソル（スペイン）
- 2016 - フランシスコ・ハビエル・ゴメス・ノヤ Francisco Javier Gómez Noya（スペイン）
- 2017 - ラグビーニュージーランド代表
- 2018 - 
  - ラインホルト・メスナー（イタリア）
  - クシストフ・ヴィエリツキ（ポーランド）
- 2019 - リンゼイ・ボン（アメリカ）
- 2020 - カルロス・サインツ（スペイン）
- 2021 - テレサ・ペラレス Teresa Perales（スペイン）
- 2022 - オリンピック難民財団とオリンピックの難民選手団
- 2023 - エリウド・キプチョゲ（ケニア）
- 2024 - カロリーナ・マリン（スペイン）
- 2025 - セリーナ・ウィリアムズ（アメリカ）